# Ferrán Aguiló
Ferrán Aguiló es un escultor español oriundo de Palma de Mallorca. Adscrito a la corriente posmoderna, su obra transita tanto por las construcciones figurativas como abstractas, utilizando materiales tradicionales y de desecho o efímeros.